# Kirchenpingarten
Kirchenpingarten – miejscowość i gmina w Niemczech, w kraju związkowym Bawaria, w rejencji Górna Frankonia, w regionie Oberfranken-Ost, w powiecie Bayreuth, wchodzi w skład wspólnoty administracyjnej Weidenberg. Leży w Smreczanach, nad rzeką Haidenaab.
Gmina położona jest 15 km na wschód od Bayreuth, 37 km na północny zachód od Weiden in der Oberpfalz i 72 km na północny wschód od Norymbergi.

## Dzielnice
W skład gminy wchodzą dzielnice: 
| - Dennhof - Eckartsreuth - Flinsberg - Fuchsendorf - Grub - Hahnengrün - Herrnmühle - Kirchenpingarten | - Kirmsees - Langengefäll - Lienlas - Muckenreuth - Reislas - Schmetterslohe - Tressau - Zengerslohe |

## Polityka
Wójtem od 2002 jest Klaus Wagner (Związek Wyborczy), jego poprzednikiem był Josef Legath (CSU/Chrześcijański Związek Wyborczy). Rada gminy składa się z 13 członków.